# Bropirimin
Bropirimin ist eine chemische Verbindung aus der Gruppe der 4-Pyrimidinone und ein Guanosin-Analogon, das Toll-like-Rezeptoren vom Typ 7 (TLR 7) aktiviert.

## Eigenschaften
Bropirimin wird als Agonist des TLR 7 zur Untersuchung der Bildung von Interferonen im Zuge der Immunantwort verwendet. Alternative Agonisten des TLR 7 sind Imiquimod, Resiquimod und Loxoribin.

## Synthese
Verschiedene Synthesen von Bropirimin wurden beschrieben.

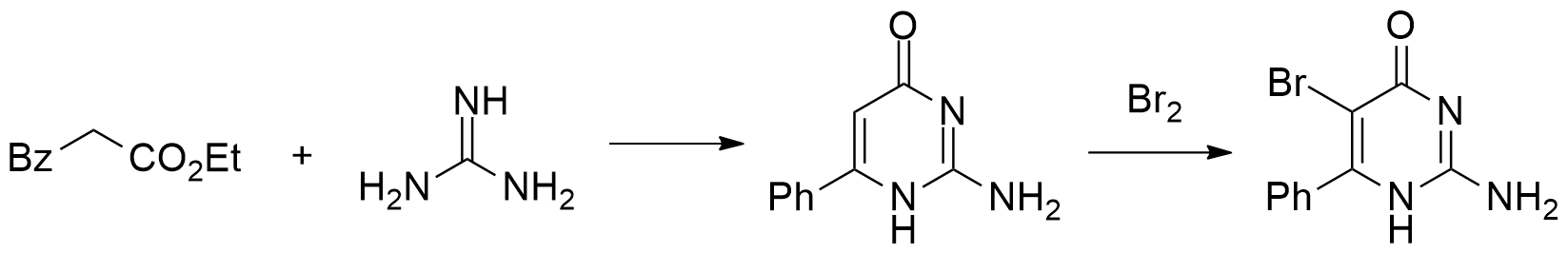
Die beiden letzten Schritte der Bropirimin-Synthese

Im ersten Schritt wird das Dianion des Malonsäure-Halbesters durch Behandlung mit Butyllithium gebildet. Anschließend erfolgt die Acylierung des Anions mit Benzoylchlorid am Carbanion, das aufgrund der höheren Ladungsdichte nukleophiler ist. Diese Tricarbonylverbindung decarboxyliert bei Absenkung des pH-Werts zum β-Ketoester. Eine Kondensation mit Guanidin führt zum Pyrimidon. Eine Bromierung mit N-Bromsuccinimid erzeugt Bropirimin.